# Евигхаузен
Евигхаузен (њем. Ewighausen) општина је у њемачкој савезној држави Рајна-Палатинат. Једно је од 192 општинска средишта округа Вестервалд. Према процјени из 2010. у општини је живјело 243 становника. Посједује регионалну шифру (AGS) 7143221.

## Географски и демографски подаци
Евигхаузен се налази у савезној држави Рајна-Палатинат у округу Вестервалд. Општина се налази на надморској висини од 395 метара. Површина општине износи 2,5 km². У самом мјесту је, према процјени из 2010. године, живјело 243 становника. Просјечна густина становништва износи 96 становника/km².